# Mati Armenija
Mati Armenija (armenščina: Մայր Հայաստան Mayr Hayastan) je ženska personifikacija Armenije. Njeno najbolj javno upodabljanje je monumentalen kip v parku Zmage s pogledom na glavno mesto Erevan. 

## Kip Mati Armenije v Erevanu
Trenutni kip nadomešča monumentalni kip generalnega sekretarja Joipa Stalina, ki je bil ustvarjen kot spomin na zmago v drugi svetovni vojni. V času Stalinove vladavine Sovjetski zvezi so Grigor Harutjunjan, prvi sekretar Centralnega komiteja Armenske komunistične partije in člani vlade, nadzoroval gradnjo spomenika, ki je bil 29. novembra 1950 dokončan in predstavljen ljudem. Kip je bil mojstrovina kiparja Sergeja Merkuroja. Podstavek je zasnoval arhitekt Rafajel Israjelian. Zavedajoč se, da je zasedba podstavka lahko kratkotrajna čast, je Izraelec oblikoval podstavek, ki je podoben armenski cerkvi s tremi ladjami bazilike, kot je priznal mnogo let pozneje. »Ker vem, da je slava diktatorjev začasna, sem zgradil preprosto triladijsko armenska bazilika« . V nasprotju s pravokotnimi oblikami zunanjega pogleda je notranjost lahka in prijetna za oko in spominja na Ečmiadzinsko cerkev sv. Hripsime iz 7. stoletja.
Spomladi 1962 je bil kip Stalina odstranjen, pri čemer je bil med tem procesom ubit en vojak in veliko ranjenih, nadomestil pa ga je kip Matere Armenije, ki ga je oblikoval Ara Harutjunjan.
Mati Armenija je visoka 22 metrov, tako da je skupna višina spomenika, vključno s podstavkom 51 metrov. Kip je zgrajen iz tolčenega bakra, medtem ko je podstavek-muzej iz bazalta.

## Simbolizem
Kip Mati Armenije simbolizira mir skozi moč. Gledalce lahko spomni na nekatere vidne ženske osebnosti v armenski zgodovini, na primer Sose Majrig in druge, ki so vzele orožje in pomagale svojim možem v spopadih s turškimi četami in kurdskimi ilegalci. Spominja tudi na pomemben status in vrednost, ki jo pripisujejo starejšim ženskam armenskih družin.
Njegova lega na hribu nad Erevanom je videti kot varuh armenske prestolnice. Vsako leto 9. maja na tisoče Armencev obišče kip in položi cvetje v spomin armenskim mučencem v drugi svetovni vojni. V podstavku je vojaški muzej Ministrstva za obrambo. Ko je bil prvič zgrajen, je bil tam vojaški muzej, posvečen drugi svetovni vojni. Danes je velik del razstavnega prostora namenjen vojni v Gorskem Karabahu 1988–1994. Na ogled so osebne stvari, orožje in dokumenti udeležencev, zidovi pa so okrašeni z njihovimi portreti. Med drugimi zgodovinskimi artefakti je tudi zemljevid, na katerem so armenske sile pripravile svojo akcijo za zajetje Šuše, pomembne vojaške zmage armenskih sil med Nagorno-Karabaško vojno.